# هادسن اوکس (تگزاس)
هادسن اوکس، تگزاس (به انگلیسی: Hudson Oaks, Texas) یک شهر در ایالات متحده آمریکا با جمعیت ۱٬۶۳۷ نفر است که در تگزاس واقع شده‌است.

## موقعیت جغرافیایی
موقعیت جغرافیایی شهرها و مناطق اطراف به شرح زیر است: